# كارل بيل
كارل بيل (بالإنجليزية: Carl Bell)‏ هو مغني وعازف قيثارة أمريكي، ولد في 9 يناير 1967 في كنتون في الولايات المتحدة.

## وصلات خارجية
- كارل بيل على موقع ميوزك برينز (الإنجليزية)
- كارل بيل على موقع ديسكوغز (الإنجليزية)